# Lac d'Akşehir
Pour les articles homonymes, voir Akşehir.
Le lac d'Akşehir est un lac endoréique salé à la limite des provinces d'Afyonkarahisar au nord et de Konya dans sa partie méridionale. Comme la plupart des lacs de la région, il est menacé d'assèchement.

## Géographie
La ville éponyme d'Akşehir est à 6 km de la rive sud du lac. 
C'est un lac très peu profond (en moyenne 1,7 m, au maximum 7 m) et salé contrairement aux deux grands lacs voisins le lac de Beyşehir (10 m) et le lac d'Eğirdir (14 m) un peu plus profonds et en eau douce. 
L'étendue et le volume d'eau du lac varient beaucoup en fonction de la saison, apport d'eaux de fonte et des précipitations en hiver et au printemps, évaporation et prélèvements dus à l'irrigation en été. Le volume d'eau du lac a diminué de 1,1 km3 et son étendue de 256 km2 entre 1975 et 2006. Il a été pratiquement à sec en 2008. Il a repris de l'étendue en 2009 grâce aux pluies abondantes. Au moins une espèce de poisson endémique, Alburnus nasreddini a déjà disparu ; deux autres sont menacées, Gobio gobio intermedius and Leuciscus anatolicus.
La rivière d'Akar (Akar Çayı) qui alimente le lac d'Eber continuait son cours jusqu'au lac d'Akşehir. Cet apport d'eau est maintenant rompu par les travaux de canalisation fait en vue d'irriguer la plaine entre les deux lacs.
Le lac d'Eber et le lac d'Akşehir sont des zones de reproduction de nombreuses espèces d'oiseau.